# Rod, Jane & Freddy
Rod, Jane & Freddy  waren een zangtrio dat in de jaren 1970, 1980 en 1990 in televisieprogramma's optrad van de Britse zender ITV. Ze waren bekend van de langlopende serie Rainbow (een soort Britse Sesamstraat) en hun eigen Rod, Jane & Freddy Show; daarnaast verzorgden ze gastoptredens in andere kinderprogramma's zoals The Sooty Show.
De drie muzikanten hebben meer dan 2500 songs geschreven over diverse onderwerpen en in diverse stijlen; meestal waren deze grappig, maar soms hadden ze ook een diepere betekenis. Verder hebben ze tien albums en vierentwintig video's uitgebracht, radio- en tv-jingles opgenomen, en muziek geschreven voor toneelkluchten. 

## Geschiedenis

### Televisie
Het trio bestond oorspronkelijk uit Rod Burton, Jane Tucker en Matthew Corbett en heette Rod, Jane & Matt. Corbett vertrok in 1976 na twee jaar deel te hebben uitgemaakt van het trio; hij bleef The Sooty Show presenteren nadat zijn vader met pensioen was gegaan. Corbett werd vervangen door acteur Roger Walker, waardoor het trio voortaan bekendstond als Rod, Jane & Roger. Walker vertrok in 1979 om zich op zijn acteercarrière te richten; zijn laatste Rainbow-afleveringen werden in 1980 uitgezonden. Met de komst van Freddy Marks kreeg het trio zijn definitieve samenstelling.
Vanwege hun populariteit kregen Rod, Jane & Freddy een tv-show die vanaf 15 januari 1981 werd uitgezonden en maar liefst tien jaar zou lopen (goed voor 120 afleveringen); daarnaast bleven ze tot 1989 in Rainbow optreden. De Rod, Jane & Freddy Show duurde een kwartier en bestond uit de volgende onderdelen;
- Een openingsnummer over het thema van de aflevering; bijvoorbeeld muziek en zang, huisdieren, verhuizen, enz.
- Meestal zongen Rod, Jane & Freddy solonummers.
- Soms werd er een sketch opgevoerd.
- Ter afsluiting werd het openings- of slotnummer nogmaals gespeeld terwijl de eindcredits in beeld kwamen.

De meeste afleveringen uit 1981-1982 zijn gewist.

### Tournees
Rod, Jane & Freddy toerden tot 1996 door het Verenigd Koninkrijk met een theatershow volgens hetzelfde concept als hun tv-programma; zang, dans, mime en komedie. Datzelfde jaar werden ze door de British Academy of Composers and Songwriters onderscheiden met de Gold Badge Award.

### Recent
Nadat hun tv-carrière voorbij was bleven Rod, Jane & Freddy nog actief in het kindertheater. In 2007 waren ze te zien in de videoclip die komiek Peter Kay maakte voor zijn Comic Relief-cover van de Proclaimers-hit I'm gonna be (500 miles).
In juni 2008 verschenen Rod, Jane & Freddy in het tv-programma 50 Ways To Leave Your TV Lover van Sky; dit naar aanleiding van een krantenbericht dat ze in een driehoeksverhouding zouden zijn verwikkeld. Ze vertelden dat Rod en Jane getrouwd waren geweest, en dat Jane later een relatie kreeg met Freddy; een huwelijk kwam er pas in mei 2016.
Op 19 maart 2009 was Jane Tucker te zien The Justin Lee Collins Show op ITV2; ze verscheen als 'Blast From The Past', en danste met Justin aan het eind van de aflevering.